# انتخابات ریاست‌جمهوری ترکمنستان (۲۰۱۷)
انتخابات ریاست‌جمهوری ترکمنستان در ۱۲ فوریه ۲۰۱۷ برگزار شد. این پنجمین انتخابات ریاست‌جمهوری در این کشور بود و در آن رئیس‌جمهور ترکمنستان برای هفت سال بعد مشخص شد. .در این انتخابات رئیس‌جمهور وقت، قربان‌قلی بردی‌محمدف با ۹۷٪ از کل آرا به پیروزی رسید. این نتیجه شبیه به نتیجه ۲۰۱۲ بود.

## پیش‌زمینه
در سپتامبر ۲۰۱۶ تغییراتی در قانون اساسی ترکمنستان داده شد. در این تغییرات محدودیت سنی ۷۰ سال برای نامزدهای ریاست‌جمهوری حذف شد و دورهٔ ریاست‌جمهوری از چهار سال به هفت سال افزایش پیدا کرد.

## روش
رئیس‌جمهور ترکمنستان با روش دومرحله‌ای انتخاب می‌شود.

## نامزدها
حزب دموکراتیک تا دسامبر ۲۰۱۶ قربان‌قلی بردی‌محمدف رئیس‌جمهور وقت را که ۹۷٫۱۴٪ از آرا را به‌دست آورده بود به عنوان نامزد خود معرفی کرد. تا این ماه ۹ نامزد از سوی کمیته مرکزی انتخابات تأیید صلاحیت شده بودند.
| نام                | حزب                                 | مقام                                          |
| ------------------ | ----------------------------------- | --------------------------------------------- |
| مقصد آنانفس‌اف      |                                     | قائم مقام اتحادیه دولتی صنایع غذایی ترکمنستان |
| جمانظر آننایوف     |                                     | معاون استاندار ماری                           |
| بکمراد آتالی‌اف     | اتحادیه «کارآفرینان و صاحبان صنایع» | رئیس بانک «رسگال» و نماینده پارلمان           |
| قربان‌قلی بردی‌محمدف | حزب دموکراتیک                       | رئیس‌جمهور ترکمنستان                           |
| رمضان دوردی‌اف      |                                     | نماینده پارلمان و رئیس پالایشگاه نفت سیدی     |
| مرددوردی قربان‌اف   |                                     | معاون استاندار داش‌آغوز                        |
| سردار جلی‌اف        |                                     | رئیس معاونت اقتصاد و توسعه استانداری آخال     |
| سلیمان‌نفس نورنفس‌اف |                                     | رئیس کارخانه «قره‌بوغاز سولفات»                |
| دوردی‌گلیچ اورازاف  | حزب زراعت                           | رئیس کمیته حزب زراعت استان ماری               |